# Antoinette Hertsenberg
Antonia Maria (Antoinette) Hertsenberg (Den Haag, 28 december 1964) is een Nederlandse presentatrice en programmamaker, werkzaam bij de omroepvereniging AVROTROS.

## Biografie
Hertsenberg verhuisde vlak na haar geboorte naar Apeldoorn en ging daar naar de R.-K. Basisschool Sint-Lucas. Ze volgde uiteindelijk een opleiding bij het Hoger Sociaal Agogisch Onderwijs. Nadat ze deze had afgerond, volgde zij diverse vakopleidingen op het gebied van communicatie en pr.
Na haar studie werkte ze korte tijd in een meidenwegloophuis. Daarna volgde een aantal pr-functies, onder meer bij de Anti Vivisectie Stichting. Ze werd hier ook directeur. In 1992 werd Hertsenberg projectleidster en perswoordvoerster bij de Nederlandse Vereniging ter Bescherming van Dieren (De Dierenbescherming).
Nog steeds zet zij zich in voor de natuur, onder andere door haar werk bij de Faunabescherming. Verder is ze overtuigd vegetariër. In juni 2009 startte ze een website met vegetarische recepten: De Vegetariër.nl.

### Televisiewerk bij TROS, AVROTROS
Hertsenberg werd door omroepvereniging TROS benaderd, nadat ze in 1994 als perswoordvoerster van de Dierenbescherming in de actualiteitenrubriek NOVA in debat was gegaan met een jager. Ze werd in 1995 presentatrice en eindredactrice van het consumentenprogramma Radar. Van 2006 tot 2008 was zij (interim-)directeur van de TROS. Verder is Hertsenberg bekend als presentatrice van het programma Opgelicht?! dat ze van 2000 tot 2016 presenteerde.
Hertsenberg presenteerde verder regelmatig de actualiteitenrubriek Twee Vandaag voor de TROS en was invalpresentatrice nadat het programma EenVandaag ging heten. Tevens was ze een van de presentatoren van het avondprogramma Studio 2. Ze deed in 2003 de presentatie en eindredactie van het discussieprogramma Oh Oh Den Haag, met Harm Edens als co-presentator. In 2016 en 2017 presenteerde Hertsenberg voor AVROTROS het programma Zorg.nu en sinds 2017 presenteert ze het programma Dokters van morgen.

### Persoonlijk
Hertsenberg is getrouwd met voormalig reclameman, dierenactivist en medeoprichter en Eerste Kamerlid van de Partij voor de Dieren, Niko Koffeman. Samen hebben zij drie kinderen, waaronder Eva Koffeman - die jongerenvertegenwoordiger Biodiversiteit & Voedsel bij de Verenigde Naties is. Hertsenberg is zevendedagsadventist.

## Waardering
In 2007 werd aan haar, en de redactie van TROS Radar, de Rooie Reus-Prijs toegekend. Hertsenberg werd door vaktijdschrift Villamedia magazine uitgeroepen tot Journalist van het Jaar 2009. "Zij dankt die uitverkiezing aan de berichtgeving in het programma TROS Radar over de kredietcrisis en in het bijzonder over de DSB Bank."
Op 19 oktober 2010 werd zij door maandblad Opzij uitgeroepen tot de 'machtigste mediavrouw van Nederland'. Op 15 mei 2022 ontving zij tijdens het NPO Radio 1-programma De Perstribune van haar 'ontdekker' Gerard Baars de Media Oeuvre Award 2022. Een prijs van omroepplatform Spreekbuis.nl geselecteerd door de juryleden Angela de Jong en Richard Otto.
In 2024 won ze de fotowedstrijd op televisie, Het perfecte plaatje.